# Indianapolis Colts 2011
La stagione 2011 degli Indianapolis Colts è stata la 59ª della franchigia nella National Football League, la 28ª con sede a Indianapolis. I Colts conclusero con un record di 2 vittorie e 14 sconfitte, terminando all'ultimo posto della AFC South e mancando l'accesso ai playoff per la prima volta dopo nove stagioni. La causa di questo crollo fu l'assenza del quarterback Peyton Manning, operatosi al collo e assente per tutta la stagione. Senza la sua stella, l'attacco chiuse al 30º posto per yard guadagnate (a confronto del quarto posto dell'anno precedente), 27º in yard passate (contro il primo posto del 2010), 29º in yard ricevute (secondo nel 2010), 28º in punti segnati (quarto nel 2010) e 28º in touchdown totali (secondo nel 2010).
La difesa dei Colts stabilì un record NFL negativo concedendo il 71,2% di passaggi completati agli avversari.

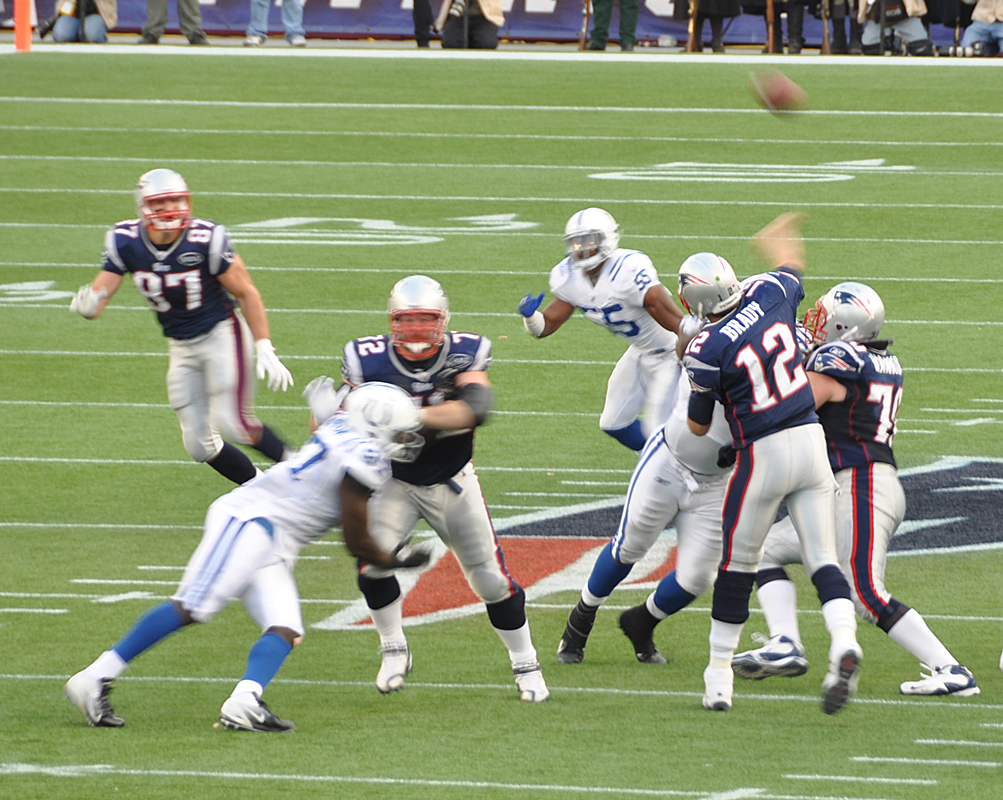
I Colts contro i Patriots nella settimana 13

## Roster
| Roster degli Indianapolis Colts nel 2011 |
| --- |
| Quarterback - 18 Peyton Manning - 6 Dan Orlovsky - 7 Curtis Painter Running Back - 29 Joseph Addai - 31 Donald Brown - 34 Delone Carter - 42 Jerome Felton FB - 47 Ryan Mahaffey FB Wide Receiver - 17 Austin Collie - 12 Quan Cosby - 85 Pierre Garçon - 11 Anthony Gonzalez - 87 Reggie Wayne Tight End - 44 Dallas Clark - 81 Brody Eldridge - 83 Anthony Hill - 84 Jacob Tamme Offensive Linemen - 74 Anthony Castonzo T - 71 Ryan Diem G/T - 72 Jeff Linkenbach T - 69 Quinn Ojinnaka T/G - 78 Mike Pollak G/C - 76 Joe Reitz G/T - 61 Jamey Richard G/C - 63 Jeff Saturday C Defensive Linemen - 97 Mario Addison DE - 90 Jamaal Anderson DE - 96 Tyler Brayton DE - 93 Dwight Freeney DE - 92 Jerry Hughes DE - 99 Antonio Johnson DT - 98 Robert Mathis DE - 91 Ricardo Mathews DT - 95 Fili Moala DT Linebacker - 51 Pat Angerer MLB/OLB - 57 Kevin Bentley OLB - 53 Kavell Conner OLB - 54 Zac Diles OLB - 52 A.J. Edds OLB - 56 Scott Lutrus MLB - 55 Ernie Sims OLB Defensive Back - 41 Antoine Bethea FS - 30 David Caldwell SS - 26 Jermale Hines SS - 20 Mike Holmes CB - 37 Brandon King CB - 27 Jacob Lacey CB - 35 Joe Lefeged SS/RS - 36 Chris Rucker CB - 21 Kevin Thomas CB Special Team - 1 Pat McAfee P - 48 Justin Snow LS - 4 Adam Vinatieri K Lista delle riserve - 58 Gary Brackett MLB (IR) - 28 Stevie Brown FS (IR) - 33 Melvin Bullitt SS (IR) - 5 Kerry Collins QB (IR) - 68 Eric Foster DT (IR) - 49 Chris Gronkowski FB (IR) - 79 Ben Ijalana G/T (IR) - 23 Terrence Johnson CB (IR) - 94 Drake Nevis DT (IR) - 73 Seth Olsen G (IR) - 25 Jerraud Powers CB (IR) - -- Jaimie Thomas G (IR) - 50 Philip Wheeler OLB (IR) - 15 Blair White WR (IR) - -- James Williams OT (IR) Squadra di allenamento - 3 Jarrett Brown QB - 32 Darren Evans RB - 16 Jarred Fayson WR - 60 Matt Murphy G/T - 64 Ollie Ogbu DT - 10 Jeremy Ross WR - 67 Mike Tepper G/T |
| Legenda - I rookie sono in corsivo. - Il primo ruolo è il principale mentre gli eventuali successivi indicano i ruoli secondari. - (IR) sta per Injured Reserve ed indica la lista ristretta per un solo giocatore infortunato che può tornare ad allenarsi dopo la settimana 6 e a rientrare in prima squadra dopo che questa ha giocato 8 partite. - (NF-Inj.) / (NF-Ill.) stanno rispettivamente per Non-Football Injured e Non-Football Illness ed indicano le liste dove viene inserito un giocatore che ha un infortunio o una malattia non dipendente dal football americano. - (PUP) sta per Physically Unable to Perform ed indica la lista dove viene inserito un giocatore mentre è in attesa di recuperare la condizione fisica. Nella stagione regolare dopo la sesta partita giocata dalla propria squadra, il giocatore ha tempo tre settimane per riprendere ad allenarsi, più tre settimane aggiuntive dal suo rientro agli allenamenti per rientrare in prima squadra. |

Fonte:

## Calendario
| Stagione regolare |                    |                         |                    |                    |                         |                    |                    |                    |
| Turno             | Data               | Avversario              | Risultato          | Record             | Stadio                  | Sintesi            |                    |                    |
| 1                 | 11 settembre       | at Houston Texans       | S 7–34             | 0–1                | Reliant Stadium         | Recap              |                    |                    |
| 2                 | 18 settembre       | Cleveland Browns        | S 19–27            | 0–2                | Lucas Oil Stadium       | Recap              |                    |                    |
| 3                 | 25 settembre       | Pittsburgh Steelers     | S 20–23            | 0–3                | Lucas Oil Stadium       | Recap              |                    |                    |
| 4                 | 3 ottobre          | at Tampa Bay Buccaneers | S 17–24            | 0–4                | Raymond James Stadium   | Recap              |                    |                    |
| 5                 | 9 ottobre          | Kansas City Chiefs      | S 24–28            | 0–5                | Lucas Oil Stadium       | Recap              |                    |                    |
| 6                 | 16 ottobre         | at Cincinnati Bengals   | S 17–27            | 0–6                | Paul Brown Stadium      | Recap              |                    |                    |
| 7                 | 23 ottobre         | at New Orleans Saints   | S 7–62             | 0–7                | Mercedes–Benz Superdome | Recap              |                    |                    |
| 8                 | 30 ottobre         | at Tennessee Titans     | S 10–27            | 0–8                | LP Field                | Recap              |                    |                    |
| 9                 | 6 novembre         | Atlanta Falcons         | S 7–31             | 0–9                | Lucas Oil Stadium       | Recap              |                    |                    |
| 10                | 13 novembre        | Jacksonville Jaguars    | S 3–17             | 0–10               | Lucas Oil Stadium       | Recap              |                    |                    |
| 11                | Settimana di pausa | Settimana di pausa      | Settimana di pausa | Settimana di pausa | Settimana di pausa      | Settimana di pausa | Settimana di pausa | Settimana di pausa |
| 12                | 27 novembre        | Carolina Panthers       | S 19–27            | 0–11               | Lucas Oil Stadium       | Recap              |                    |                    |
| 13                | 4 dicembre         | at New England Patriots | S 24–31            | 0–12               | Gillette Stadium        | Recap              |                    |                    |
| 14                | 11 dicembre        | at Baltimore Ravens     | S 10–24            | 0–13               | M&T Bank Stadium        | Recap              |                    |                    |
| 15                | 18 dicembre        | Tennessee Titans        | V 27–13            | 1–13               | Lucas Oil Stadium       | Recap              |                    |                    |
| 16                | 22 dicembre        | Houston Texans          | V 19–16            | 2–13               | Lucas Oil Stadium       | Recap              |                    |                    |
| 17                | 1º gennaio         | at Jacksonville Jaguars | S 13–19            | 2–14               | EverBank Field          | Recap              |                    |                    |

Nota: Gli avversari della propria division sono in grassetto.

## Classifiche
| AFC South            |    |    |   |      |     |      |     |     |     |
|                      | V  | S  | P | %    | DIV | CONF | PF  | PS  | STR |
| (3) Houston Texans   | 10 | 6  | 0 | .625 | 4–2 | 8–4  | 381 | 278 | S3  |
| Tennessee Titans     | 9  | 7  | 0 | .563 | 3–3 | 7–5  | 325 | 317 | V2  |
| Jacksonville Jaguars | 5  | 11 | 0 | .313 | 3–3 | 4–8  | 243 | 329 | V1  |
| Indianapolis Colts   | 2  | 14 | 0 | .125 | 2–4 | 2–10 | 243 | 430 | S1  |